# Metacatharsius togoensis
Metacatharsius togoensis là một loài bọ cánh cứng trong họ Bọ hung (Scarabaeidae).